# Observatoire Midi-Pyrénées
L’observatoire Midi-Pyrénées (OMP) est un observatoire des sciences de l'Univers (OSU) et une école interne (composante dérogatoire) de l'université Toulouse-III-Paul-Sabatier. Il fédère les laboratoires des sciences de l’univers, de la planète et de l’environnement de l’Université de Toulouse et constitue le noyau de son Pôle « Univers, Planète, Espace, Environnement » (UPEE).

## Domaines de recherche et structure
Les domaines de recherche de l’OMP sont l’astrophysique et la planétologie, la Terre interne, les enveloppes externes (océan, atmosphère, glaces) et le climat, les surfaces et interfaces continentales et l’écologie fonctionnelle. Ces recherches, qui couvrent  ainsi un vaste champ scientifique allant de l’étude du big-bang et de l’univers lointain jusqu’à celle du fonctionnement actuel des différentes enveloppes de notre planète, sont menées par des approches couplant observations spatiales, aéroportées et in situ, développement instrumental, expérimentation, analyses de laboratoire, simulations numériques et approches théoriques. L’observation sur le long terme des différents milieux dans l’Univers et sur notre planète constitue une priorité forte de l’OSU OMP qui contribue à plus de 50 services d’observation labellisés nationalement. 
L’OMP mène des recherches sur des questions sociétales cruciales comme les impacts de l’action de l’homme sur notre planète (climat, pollutions et santé, ressources en eau, biodiversité), les risques naturels, le stockage de CO2 et des déchets, etc.  Il développe à ce titre une stratégie originale de coopération avec des laboratoires en santé et en sciences humaines et sociales. Le développement et l’utilisation des techniques spatiales, pour l’observation de l’Univers et de la Terre, est un axe fort de l’OMP et un des champs de son insertion dans le tissu économique de la région Occitanie
L'OMP, qui représente l’une des concentrations les plus élevées en potentiel de recherche dans ces domaines en France, est une structure fédérative, placée sous la tutelle de l'université Toulouse-III-Paul-Sabatier, du CNRS (INSU), du CNES, de l’IRD et de Météo-France. Il regroupe 10 unités (9 UMR : CESBIO, LEFE, GET, IRAP, LA, LEGOS, CNRM, CEFREM, CECI), et l’UAR831 « unité d'appui et de recherche de l’OMP ») et environ 1800 personnes. Ses personnels contribuent fortement aux enseignements de licence et master de l’UPS en physique, géosciences et biologie. L’OMP héberge l’école doctorale sciences de l’Univers, de l’environnement et de l’espace (SDU2E) du site toulousain. L’OMP et ses unités sont localisés sur les campus Édouard Belin (GET, IRAP, LA, LEGOS et UAR831), Colonel Roche (CESBIO et IRAP) et Rangueil (LEFE) de Toulouse, sur celui de l’ENSAT à Auzeville (LEFE), sur le campus Météopole (CNRM, CECI) et, hors métropole régionale, sur les sites d’Auch, Ferrières-sur-Ariège, Campistrous (Lannemezan), Tarbes, Bagnères-de-Bigorre, du pic du Midi de Bigorre et Perpignan (CEFREM). Tous ces sites, sauf celui de l’ENSAT, relèvent de l’université Toulouse-III-Paul-Sabatier. Des personnels des unités de l’OMP sont aussi présents dans plusieurs pays du monde, notamment grâce à la tutelle IRD qui permet un partenariat fort avec les pays d’Amérique du Sud (Brésil, Chili et Pérou notamment), du pourtour méditerranéen (Liban, Maroc, Tunisie), d’Afrique  subsaharienne (Bénin, Cameroun et pays du Sahel) et d’Asie (Viêt-Nam, Inde, Indonésie). Dans l’outre-mer tropical français, l’OMP a une présence significative en Nouvelle-Calédonie et des activités en Guyane. Enfin, l’OMP héberge la direction de plusieurs programmes ou groupements internationaux (IAGOS, International Programme Office de Geotraces, Bureau Gravimétrique International).

## Unités de recherche
- UAR831 (unité d'appui et de recherche de l’OMP) avec le télescope Bernard Lyot, au pic du Midi de Bigorre
- l'Institut de recherche en astrophysique et planétologie (IRAP)[1]
- le Laboratoire d'aérologie (LA)[2]
- le Laboratoire géosciences environnement toulouse (GET)[3]
- le Laboratoire d’études en géophysique et océanographie spatiales (LEGOS)[4]
- le Centre d’études spatiales de la biosphère (CESBIO) [5]
- le Laboratoire écologie Fonctionnelle et environnement (LEFE) [6]
- le Centre national de recherches météorologiques (CNRM) [7]
- le Centre de formation et de recherche sur les environnements méditerranéens (CEFREM) [8]
- Climat, environnement, couplages et incertitudes (CECI) [9]